# Sumach (Gewürz)

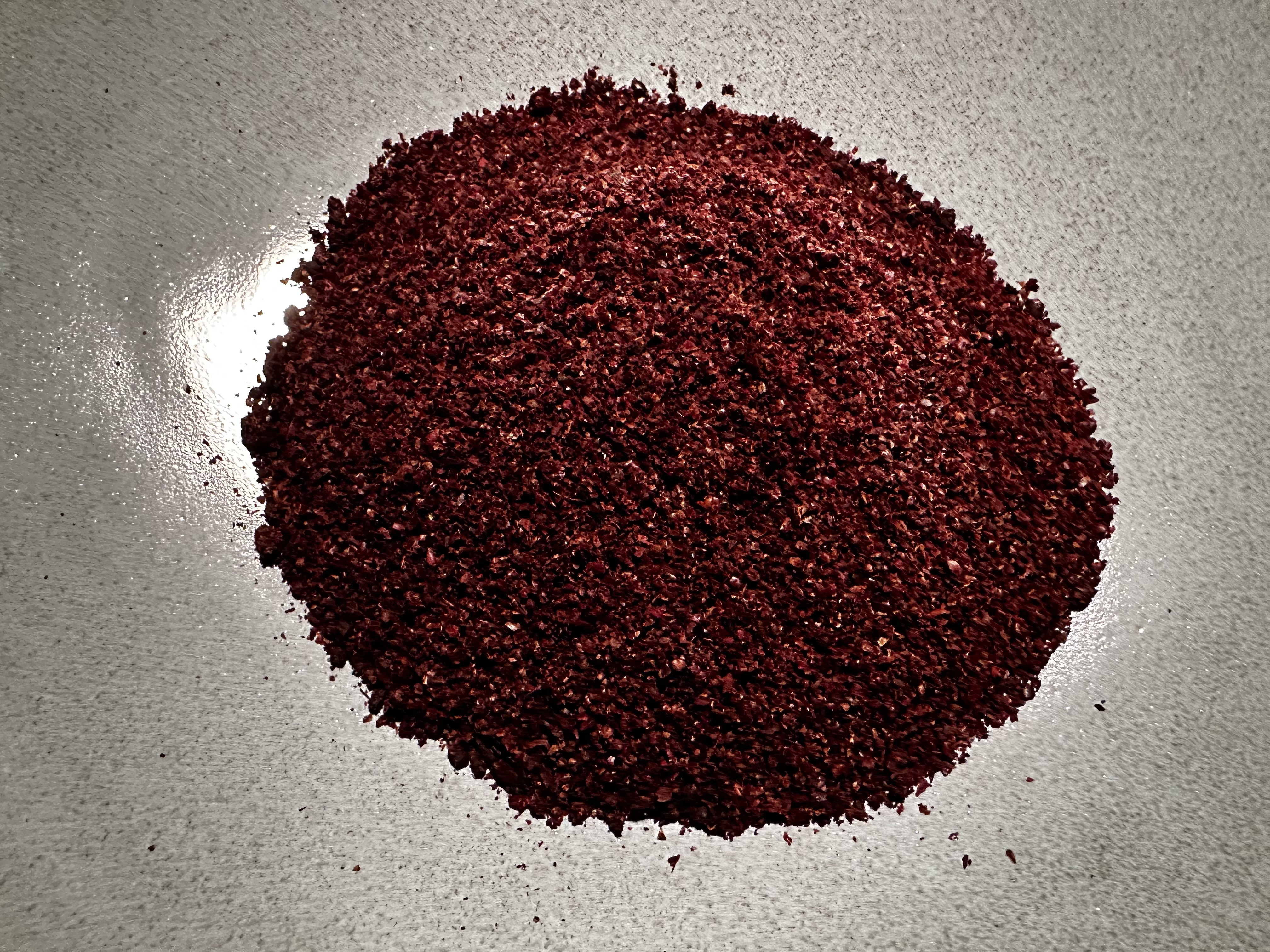
Sumach

Sumach (auch Sumak oder Sumaq; arabisch سمّاق ‚sauer‘) ist ein Gewürz mit einem fruchtig-säuerlichen, leicht zitronigen Geschmack und einer leicht herben bis mild bitteren Note. Die herbe Note verleiht dem Gewürz eine Einzigartigkeit, die typisch für den Geschmack der orientalischen Küche ist. Weitere Namen sind Gewürzsumach, Gerber-Sumach, Sizilianischer Zucker oder Färberbaum.

## Verbreitung
Besonders gebräuchlich ist Sumach als Gewürz vor allem im östlichen Mittelmeerraum, in der Türkei, in Syrien, auf Sizilien, aber auch im Libanon, Iran, in Afghanistan, Nordafrika und Südasien.
Grundsätzlich wächst der Gewürz- oder Gerbersumach überall dort, wo mediterranes Klima vorherrscht. Wild wachsend ist er weit verbreitet auf den Kanaren, in Algerien, in Südeuropa, in der Ukraine, im Kaukasusgebiet, in West- und Zentralasien. Weitere Fundortangaben gibt es für Portugal, Spanien, Frankreich, Sizilien, Italien, Malta, das ehemalige Jugoslawien, Albanien, Bulgarien, Griechenland, Kreta, Zypern, Irak, den Sinai, Aserbaidschan, Georgien, Dagestan, das westliche Tadschikistan sowie das südliche Turkmenistan.

## Herstellung
Als Sumach bezeichnete Gewürze können auf unterschiedliche Arten von Sumachgewächsen (Anacardiaceae) bezogen sein.
Das heute im Handel befindliche Gewürz wird aus den getrockneten Beeren des sogenannten Säure-Sumach (Rhus coriaria), auch bekannt als Gerber-Sumach, hergestellt. Zur Herstellung des Gewürzes aus den Steinfrüchten des immergrünen Säure-Sumach (Rhus coriaria) werden die roten Früchte im Spätsommer zwischen August und September geerntet und in der Sonne getrocknet. Im Anschluss wird das Fruchtfleisch von den Früchten abgerieben. Dieses wird im Anschluss getrocknet und grob gemahlen. Alternativ werden die Früchte abgeschabt und in hauchdünnen Scheiben getrocknet.
Regional oder traditionell wird bzw. wurde zur Herstellung des Gewürzes Sumach daneben auch Glatter Sumach (Rhus glabra) verwendet, der auch als Scharlach-Sumach bezeichnet wird. Glatter Sumach ist für die meisten Menschen harmlos, kann aber bei Personen mit Cashew-Allergie gesundheitliche Reaktionen wie juckende Haut, geschwollener Hals oder Atembeschwerden hervorrufen.
Traditionell wurde auch Essigbaum (Rhus typhina, auch bekannt als Streifen-Sumach) als Gewürz verwendet, wobei der Essigbaum die einzige Art ist, die natürlich auch in Mitteleuropa vorkommt. Traditionell wurden bzw. werden die Beeren des Essigbaums (Rhus typhina) von Cherokee, Cheyenne und Comanchen zur Herstellung sogenannter „Indian Lemonade“ oder in Europa zur Verstärkung der Säure bei der Essigherstellung verwendet. Laut der Informationszentrale für Vergiftungen des Universitätsklinikums Bonn sind Blätter und Früchte des Essigbaums (Rhus typhina) als schwach giftig einzustufen. Größere Mengen sollten nicht verzehrt werden, da sie Magen- und Darmreizung sowie Erbrechen verursachen können.

## Geschichte
Die Römer verwendeten Sumach bereits in der Antike zum Würzen von Speisen wie Saucen, Marinaden oder für Fleisch- und Gemüsegerichte, noch bevor Zitronen bekannt waren. Plinius der Ältere beschrieb die kühlenden Eigenschaften von Sumach und berichtete, dass sich vor allem Menschen in Nordafrika und Arabien Erfrischungsgetränke damit herstellten. Er berichtete auch von den medizinischen Eigenschaften des Sumach bei der Behandlung von Fieber, Durchfall und Halsentzündungen, dass Sumach eine adstringierende Wirkung habe und zur Linderung von Hautreizungen und -infektionen verwendet wurde.
Der Gattungsname Rhus wurde schon von den Römern verwendet und leitet sich vom altgriechischen ῥοῦς rhous ab, das wahrscheinlich auch von den Griechen aus einer anderen, heute nicht mehr fassbaren Mittelmeersprache entlehnt wurde. Mit rhus bezeichneten die Römer den Gerbersumach (Rhus coriaria) der in Vorderasien verbreitet ist, und auch rhus Syriaca genannt wurde. Er war in der Antike als Gewürz- und Heilpflanze und als Lieferant von Gerbstoffen bekannt.
Der römische Feinschmecker Apicius (1. Jahrhundert n. Chr.) würzte mit rhus Syriaca seine Fischsoßen.
Seit dem 13. Jahrhundert ist Sumach als Bestandteil der Gewürzmischung Zatar (auch Zahtar oder Za’atar geschrieben) bekannt, vor allem bei Libanesen, Syrern, Türken und Persern. Die Zusammensetzung variiert je nach Region und enthält neben Sumach getrocknete Kräuter wie Thymian oder Oregano, daneben Sesam und Salz. Frisch zubereitet und mit Olivenöl angemischt wird Zatar als Marinade für Fisch, Fleisch oder als Grundlage für Dips und Saucen verwendet.
Der italienische Arzt und Botaniker Pietro Andrea Mattioli berichtete im 16. Jahrhundert, dass die „Völker des Ostens die getrockneten Früchte des Sumachs anstelle von Salz benutzten“.

## Verwendung
Während die Verwendung von Sumach und Zatar im Mittelmeerraum und nahen Osten eine lange Tradition hat, nehmen Bekanntheit und Beliebtheit des Gewürzes Sumach seit den 1980er Jahren auch in Mitteleuropa zu.
Als Alternative zu Essig oder Zitronensaft verleiht Sumach Gerichten eine verfeinernde säuerliche Note mit leicht herbem Nachgeschmack. Es eignet sich für
- Fisch in einer Gewürzmarinade, gegrillt, krustiert oder paniert,
- Fleisch, besonders an gegrilltem Lamm, Hähnchen oder Rind,
- Suppen (z. B. Bohnensuppe), Gemüse, kräftige Eintöpfe, Schmorgerichte,
- Reisgerichte wie Pilaw oder Risotto,
- Spinattaschen,
- Joghurt-basierte Dips oder Tahina-Soßen,
- Hummus, Baba Ghanoush, Dips, Marinaden und Soßen,
- Salate, besonders Fattusch, Taboulé, Tomaten-, Gurken- und Zwiebelsalat,
- das Würzen von Fladenbrot und anderen Gebäckarten,
- Getränke.

Mit Salz gemischt wird Sumach in der orientalischen Küche, wie in der Türkei, gerne als klassisches Tischgewürz gereicht, ähnlich gebräuchlich wie in Mitteleuropa Salz und Pfeffer.
Kombinationen von Sumach mit Koriander, Anis, Muskat, Zimt, grünem Kardamom, Kreuzkümmel und Ingwer unterstützen die Entfaltung der fruchtigen und würzigen Aromen.

## Inhaltsstoffe und gesundheitliche Wirkungen
Das rote Fruchtfleisch ist sehr saftig und enthält bis zu 15 % Öl.
Gemäß chemischer Analyse des Geschmacksprofils ist Apfelsäure für den säuerlichen Geschmack verantwortlich. Sumach enthält ferner Bernsteinsäure, die als Geschmacksverstärker für Lebensmittel Verwendung findet. Die würzig-holzige Note des Sumach stammt von dem Terpen Beta-Caryophyllen, das in vielen ätherischen Ölen von Gewürzpflanzen wie Nelken, schwarzem Pfeffer und Oregano enthalten ist und gesundheitsfördernde Eigenschaften haben soll.
Wegen enthaltener Gerbstoffe gilt Sumach als magenschonend und verdauungsfördernd. Traditionell wird es daher häufig bei fettreichen Speisen verwendet. Sumach enthält Phenol, das antiseptisch und entzündungshemmend wirkt, hat hohe Anteile Antioxidantien, Omega-3-Fettsäuren und Vitamin C, unterstützt und stärkt das Immun- sowie das Herz-Kreislauf-System, schützt vor DNA-Schäden und fördert die Wundheilung.
Getrocknete Blätter des Säure-Sumach (Rhus coriaria) werden im Mittelmeerraum heute noch gegen Durchfall und als fiebersenkendes Mittel verwendet.

## Andere Sumach-Arten
Einige Sumach-Arten dienen der Gewinnung von Holz, essbarer Früchte und Samen oder als Ausgangsstoff für pharmazeutische Produkte. Bekannt sind zum Beispiel Cashewbaum (Anacardium occidentale), Mango (Mangifera indica), Pistazie (Pistacia vera), Brasilianischer Pfefferbaum (Schinus terebinthifolia) oder Peruanischer Pfefferbaum (Schinus molle). Die Früchte des Brasilianischen und Peruanischen Pfefferbaums sind als Rosa Pfeffer oder Rosa Beeren als Gewürze im Handel. Weitere Sumach-Arten sind als Nutzpflanzen nur in ihren pantropischen Anbaugebieten verbreitet, wie die Spondias-Früchte, die Marula (Sclerocarya birrea, auch Elefantenbaum genannt) in Afrika oder die Antrocaryon-Früchte  in der Neotropis. Ihre Vermarktung ist auf Grund der schlechten Transportfähigkeit eingeschränkt.
Der Säure- oder Gerber-Sumach (Rhus coriaria) ist nicht zu verwechseln mit dem nordamerikanischen (mit gleichem Trivialnamen bezeichneten) Gewürz-Sumach (Rhus aromatica). Alle Teile von Gewürz-Sumach sind für den Menschen hochgiftig, insbesondere bei Kontakt oder dem Einatmen von Dämpfen.
Sumachgewächse sind sehr vielfältig und artenreich. Sie ähneln sich optisch teilweise stark und viele Arten sind giftig oder lösen Allergien aus. Für Laien besteht zum Beispiel Verwechslungsgefahr zwischen dem Säure-Sumach (Rhus coriaria) und dem Eichenblättrigen Giftsumach (Toxicodendron pubescens), der bereits bei einfacher Berührung Entzündungen der Haut und Blasen hervorrufen kann.
Die für das Gewürz Sumach genutzten Arten gelten dagegen als gesundheitlich völlig unbedenklich.